# GhostBSD
GhostBSD est un système d'exploitation gratuit et ouvert. Basé sur FreeBSD, il peut être exécuté depuis un Live CD ou localement installé sur le disque dur de l'ordinateur. Son but est d'être plus accessible pour le grand public : facile à installer, prêt à l'emploi et facile à utiliser.
Son environnement de bureau par défaut est MATE.

## Historique des versions
Créée par le Néo-Brunswickois Eric Turgeon la version 1.0 a été publiée en mars 2010. Elle était dérivée de FreeBSD 8 et utilisait GNOME 2.28.
La version 1.5, basée sur FreeBSD 8.1, utilise GNOME 2.30.
La version 2.0, construite à partir de FreeBSD 8.2, a été livrée le 13 mars 2011.
La version 2.5 dérivée de FreeBSD 9.0 a été livrée le 24 janvier 2012. Elle a deux branches principales d'environnements de bureau, l'une avec GNOME, l'autre avec LXDE. Les deux sont disponibles dans les versions i386 et amd64 et sous la forme d'images CD/DVD ou USB installables.
La version 3.0, sortie le 10 mars 2013, s'appuie sur FreeBSD 9.1. C'est la dernière version qui utilise GNOME 2 (non maintenu) comme environnement de bureau.
La version 3.5, du 7 novembre 2013, est la première version à proposer MATE 1.6 à la place de GNOME 2. Xfce 4.10 fait partie des environnements de bureau disponibles. LibreOffice a été remplacé par Apache OpenOffice 4.
La version 4.0 a été publiée le 4 octobre 2014, elle se nomme "Karine". Elle prend ses sources sur FreeBSD 10 et introduit quelques nouvelles fonctionnalités.

## Versions
| Date              | Numéro de version                |
| ----------------- | -------------------------------- |
| 12 mars 2010      | Version 1.0                      |
| 29 juillet 2010   | Version 1.5                      |
| 13 mars 2011      | Version 2.0                      |
| 24 janvier 2012   | Version 2.5                      |
| 10 mars 2013      | Version 3.0                      |
| 7 novembre 2013   | Version 3.5                      |
| 4 octobre 2014    | Version 4.0 "Karine"             |
| 16 novembre 2017  | Version 11.1                     |
| 1er novembre 2018 | Version 18.10                    |
| 31 décembre 2018  | Version 18.12                    |
| 26 octobre 2019   | Version 19.10                    |
| 31 mars 2020      | Version 20.03                    |
| 1er avril 2020    | Version 20.04                    |
| 4 août 2020       | Version 20.08.04                 |
| 28 novembre 2020  | Version 20.11.28                 |
| 15 janvier 2021   | Version 21.01.15                 |
| 20 janvier 2021   | Version 21.01.20                 |
| 27 avril 2021     | Version 21.04.27                 |
| 1er mai 2021      | Version 21.05.01                 |
| 11 mai 2021       | Version 21.05.11                 |
| 6 septembre 2021  | Version 21.09.06                 |
| 9 septembre 2021  | Version 21.09.08                 |
| 29 septembre 2021 | Version 21.09.29                 |
| 16 octobre 2021   | Version 21.10.16                 |
| 24 novembre 2021  | Version 21.11.24                 |
| 12 janvier 2022   | Version 22.01.12                 |
| 7 juin 2022       | Version 22.06.07                 |
| 15 juin 2022      | Version 22.06.15                 |
| 18 juin 2022      | Version 22.06.18                 |
| 1 juin 2023       | Version 23.06.01                 |
| 1 janvier 2024    | Version 24.01.1                  |
| 2 février 2025    | Version 25.01-R14.2p1 (actuelle) |